# Psychotria catetensis
Espèce
Synonymes
- Grumilea catetensis Hiern[1]

Psychotria catetensis (Hiern) E.M.A. Petit est une plante du genre Psychotria, de la famille des Rubiaceae. Elle a été découverte en 1964 par Ernest Marie Antoine Petit.

## Description
C'est une plante à fleur, appartenant au groupe des dicotylédones. On la retrouve en Angola.